# Jonathan Salvi
Jonathan Salvi (ur. 2 września 1987) – australijski rugbysta grający w pierwszej linii młyna, mistrz świata U-19 z 2006 roku.
Uczęszczał do Marist College Canberra.
Był stypendystą ogólnokrajowego programu Australian Institute of Sport. W stanowych barwach wystąpił w 2005 roku w mistrzostwach kraju U-18, co zaowodowało powołaniem do kadry Australian Schoolboys. Wziął udział z nią w sześciu testmeczach oraz spotkaniach kadry „A” i innych meczach. W 2006 roku znalazł się w reprezentacji U-19, która zwyciężyła w rozegranych w Dubaju mistrzostwach świata w tej kategorii wiekowej. Na tym turnieju zagrał w czterech z pięciu spotkań nie zdobywając punktów.
Związany był ze stołecznym klubem Tuggeranong Vikings, występował następnie w lidze włoskiej w zespole Rugby Livorno 1931.
Jego brat Julian był kapitanem kadry U-21 oraz graczem Brumbies i Leicester Tigers.